# Elena Cattaneo

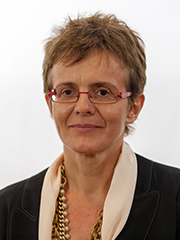
Elena Cattaneo (2013)

Elena Cattaneo (* 22. Oktober 1962 in Paladina) ist eine italienische Pharmakologin. Sie wurde 2013 als dritte Frau zur Senatorin auf Lebenszeit in Italien ernannt.

## Leben
Nach der Promotion in Pharmazeutik ging sie für einige Jahre in die Vereinigten Staaten nach Boston, wo sie sich am Massachusetts Institute of Technology spezialisierte. Zurück in Italien nahm sie ihre akademische Karriere bei der Universität Mailand wieder auf.
Am 30. August 2013 wurde Elena Cattaneo vom Staatspräsidenten Giorgio Napolitano zur Senatorin auf Lebenszeit ernannt. Sie ist die bisher jüngste Senatorin auf Lebenszeit. 2012 wurde sie zum ordentlichen Mitglied der Academia Europaea gewählt.

### Beruf
Cattaneo ist Direktorin des Stem Cell Biology and Pharmacology of Neurodegenerative Disease in Mailand, das mit 15 weiteren Laboren am europäischen Projekt NeuroStemCell zur Stammzellenforschung teilnimmt, das sie koordiniert.
In ihren Forschungen beschäftigt sie sich mit neurodegenerativen Erkrankungen, insbesondere mit Chorea Huntington.